# Jonathan Cristaldo
Pour les articles homonymes, voir Cristaldo.
Jonathan Cristaldo (né le 5 mars 1989 à Ingeniero Budge (es), Buenos Aires) est un footballeur argentin qui évolue au poste d'attaquant.

## Biographie

### Carrière en club
Cristaldo fait ses débuts lors d'une défaite à domicile 2-0 contre Rosario Central le 22 avril 2007. Il marque son premier but en professionnel le 10 mai 2008, aussi lors d'un match à domicile contre Rosario Central.
Il devient champion d'Argentine avec le Vélez Sarsfield lors du Tournoi de clôture du championnat d'Argentine de football 2009. Il est d'abord remplaçant de Hernán Rodrigo López et de Joaquín Larrivey, mais finit par devenir un titulaire au côté de Lopez durant les derniers matchs de la saison. Cependant il ne peut jouer le dernier match contre Huracán, en raison du lésion du ménisque. Tout au long du tournoi de clôture Cristaldo marque quatre buts pour Vélez. Il marque également lors de la victoire 1-0 contre Boca Juniors lors du premier tour de la Coupe Sud-américaine 2009 ce qui assure Vélez de se qualifier pour le second tour.

### Carrière internationale
En janvier 2009 Cristaldo est choisi pour rejoindre l'équipe d'Argentine des -20 ans pour le Championnat Sud Américain des -20 ans 2009 au Venezuela. Au début il est titulaire aux côtés d'Andrés Ríos en attaque, mais il perd sa place de titulaire lors du dernier tour. L'Argentine ne se qualifie pas pour la Coupe du monde de football des moins de 20 ans à la surprise générale.

## Palmarès
Vélez Sarsfield
- Championnat d'Argentine : Tournoi de clôture 2009

 SE Palmeiras
- Coupe du Brésil : 2015